# Южно-Ломуватська селищна рада
Ю́жно-Ломува́тська се́лищна ра́да — орган місцевого самоврядування у складі Брянківської міської ради Луганської області. Адміністративний центр — селище міського типу Южна Ломуватка.

## Загальні відомості
- Южно-Ломуватська селищна рада утворена в 1962 році.
- Територія ради: 70 км²
- Населення ради: 6 357 осіб (станом на 2001 рік)
- Територією ради протікає річка Ломуватка.

## Населені пункти
Селищній раді підпорядковані населені пункти:
- смт Южна Ломуватка
- смт Вергулівка
- смт Ганнівка
- смт Ломуватка

## Склад ради
Рада складається з 30 депутатів та голови.
- Голова ради: Бондаренко Віктор Федосійович
- Секретар ради: Штепа Сергій Миколайович

### Керівний склад попередніх скликань
| ПІБ                           | Основні відомості                                                        | Дата обрання | Дата звільнення |
| ----------------------------- | ------------------------------------------------------------------------ | ------------ | --------------- |
| Бондаренко Віктор Федосійович | Селищний голова, 1941 року народження, освіта вища, безпартійний         | 26.03.2006   | 31.10.2010      |
| Бондаренко Віктор Федосійович | Селищний голова, 1941 року народження, освіта вища, член Партії регіонів | 31.10.2010   |                 |

Примітка: таблиця складена за даними джерела

### Депутати
За результатами місцевих виборів 2010 року депутатами ради стали:

#### За суб'єктами висування
| Суб'єкт висування                                       | Кількість обраних депутатів | %    |
| ------------------------------------------------------- | --------------------------- | ---- |
| Партія регіонів                                         | 18                          | 60   |
| Самовисування                                           | 8                           | 26,7 |
| Політична партія «Сильна Україна»                       | 3                           | 10   |
| Політична партія Всеукраїнське об'єднання «Батьківщина» | 1                           | 3,3  |

#### За округами
| № округу                                                | Прізвище, ім'я, по батькові        | Дата визнання обраним | Освіта                    | Партійна приналежність                        | Відомості про обраного депутата                                                        |
| ------------------------------------------------------- | ---------------------------------- | --------------------- | ------------------------- | --------------------------------------------- | -------------------------------------------------------------------------------------- |
| Партія регіонів                                         |                                    |                       |                           |                                               |                                                                                        |
| 1                                                       | Черногаєва Любов Дмитрівна         | 01.11.2010            | Освіта вища               | член Партії регіонів                          | Середня школа № 20 м. Брянка, вчитель                                                  |
| 4                                                       | Коміссаренко Олена Олександрівна   | 01.11.2010            | Освіта вища               | член Партії регіонів                          | тимчасово не працює                                                                    |
| 5                                                       | Лукашова Олена Прокопівна          | 01.11.2010            | Освіта середня            | член Партії регіонів                          | Вузол зв'язку смт Южна Ломуватка, листоноша                                            |
| 7                                                       | Левченко Людмила Анатоліївна       | 01.11.2010            | Освіта середня            | член Партії регіонів                          | Відокремлений підрозділ «Шахта Вергелівська», машиніст підйому                         |
| 8                                                       | Терещенко Ігор Олександрович       | 01.11.2010            | Освіта вища               | член Партії регіонів                          | Брянківський міський центр соціальних служб для сім'ї, дітей та молоді, керівник філії |
| 9                                                       | Косянчук Ольга Василівна           | 01.11.2010            | Освіта вища               | член Партії регіонів                          | Южно-Ломуватська селищна рада, секретар                                                |
| 11                                                      | Алфьорова Алла Володимирівна       | 01.11.2010            | Освіта вища               | член Партії регіонів                          | тимчасово не працює                                                                    |
| 15                                                      | Терещенко Віра Іллівна             | 26.12.2010            | Освіта вища               | член Партії регіонів                          | загальноосвітня школа № 20, заступник директора                                        |
| 19                                                      | Полозова Валентина Олександрівна   | 01.11.2010            | Освіта середня            | член Партії регіонів                          | Залізнична станція Ломуватка, керівник                                                 |
| 20                                                      | Россоха Тетяна Василівна           | 01.11.2010            | Освіта вища               | член Партії регіонів                          | тимчасово не працює                                                                    |
| 21                                                      | Бобровська Наталія Володимирівна   | 01.11.2010            | Освіта середня            | член Партії регіонів                          | Відокремлений підрозділ «Шахта Вергелівська», слюсар                                   |
| 22                                                      | Сидоренко Людмила Василівна        | 01.11.2010            | Освіта вища               | член Партії регіонів                          | Брянківська загальноосвітня школа № 21, вчитель                                        |
| 23                                                      | Бобровська Віра Миколаївна         | 01.11.2010            | Освіта середня            | член Партії регіонів                          | Відокремлений підрозділ «Шахта Вергелівська», завідувачка клубу                        |
| 24                                                      | Колупаєв Олексій Єгорович          | 01.11.2010            | Освіта середня            | член Партії регіонів                          | Відокремлений підрозділ «Шахта Вергелівська», начальник дільниці                       |
| 25                                                      | Мішота Ганна Дмитрівна             | 01.11.2010            | Освіта середня            | член Партії регіонів                          | тимчасово не працює                                                                    |
| 26                                                      | Алфьоров Анатолій Олексійович      | 01.11.2010            | Освіта вища               | член Партії регіонів                          | Відокремлений підрозділ «Шахта Вергелівська», заступник головного інженера             |
| 29                                                      | Краснова Наталія Вікторівна        | 01.11.2010            | Освіта середня            | член Партії регіонів                          | Брянківська середня школа № 20, заступник директора з навчально-виховної роботи        |
| 30                                                      | Кудінов Юрій Миколайович           | 01.11.2010            | Освіта вища               | член Партії регіонів                          | Відокремлений підрозділ «Шахта Ломуватська», старший механік підйому                   |
| Політична партія Всеукраїнське об'єднання «Батьківщина» |                                    |                       |                           |                                               |                                                                                        |
| 14                                                      | Лобанов Михайло Іванович           | 01.11.2010            | Освіта середня            | член Всеукраїнського об'єднання «Батьківщина» | МПП «Пілігрим», керівник                                                               |
| Політична партія «Сильна Україна»                       |                                    |                       |                           |                                               |                                                                                        |
| 16                                                      | Кобзарь Володимир Олександрович    | 01.11.2010            | Освіта вища               | член Політичної партії «Сильна Україна»       | ВАТ «Крімінчуг інжиніринг», керівник                                                   |
| 27                                                      | Годлевський Анатолій Володимирович | 01.11.2010            | Освіта середня            | член Політичної партії «Сильна Україна»       | Відокремлений підрозділ «Шахта Вергелівська», дільничний робітник                      |
| 28                                                      | Башта Павло Іванович               | 01.11.2010            | Освіта середня            | член Політичної партії «Сильна Україна»       | Відокремлений підрозділ «Шахта Вергелівська», машиніст підземних установ               |
| Самовисування                                           |                                    |                       |                           |                                               |                                                                                        |
| 2                                                       | Ющук Юрій Іванович                 | 01.11.2010            | Освіта середня            | позапартійний                                 | Відокремлене підприємство "Шахта «Вергелівська», майстер підривник                     |
| 3                                                       | Середа Ольга Миколаївна            | 01.11.2010            | Освіта середня спеціальна | член Соціалістичної партії України            | Брянківська міська лікарня № 3, медична сестра                                         |
| 6                                                       | Кальчук Микола Іванович            | 01.11.2010            | Освіта середня            | позапартійний                                 | КП «Южно-Ломуватська ЖЕД», слюсар сантехнік                                            |
| 10                                                      | Кулачко Алла Ізотівна              | 01.11.2010            | Освіта середня спеціальна | позапартійна                                  | КП «Южно-Ломуватська ЖЕД», керівник                                                    |
| 12                                                      | Крюкова Валентина Степанівна       | 01.11.2010            | Освіта вища               | член Соціалістичної партії України            | Брянківська міська лікарня № 3, дільничний лікар                                       |
| 13                                                      | Ванюкова Ірина Георгіївна          | 01.11.2010            | Освіта вища               | позапартійна                                  | Брянківська міська лікарня № 3, завідувачка поліклініки                                |
| 17                                                      | Соловян Іван Кузьмич               | 01.11.2010            | Освіта середня            | позапартійний                                 | пенсіонер                                                                              |
| 18                                                      | Штепа Сергій Миколайович           | 01.11.2010            | Освіта вища               | позапартійний                                 | Южно-Ломуватська селищна рада, землевпорядник                                          |